# Phylloneta
Phylloneta là một chi nhện trong họ Theridiidae.

## Hình ảnh

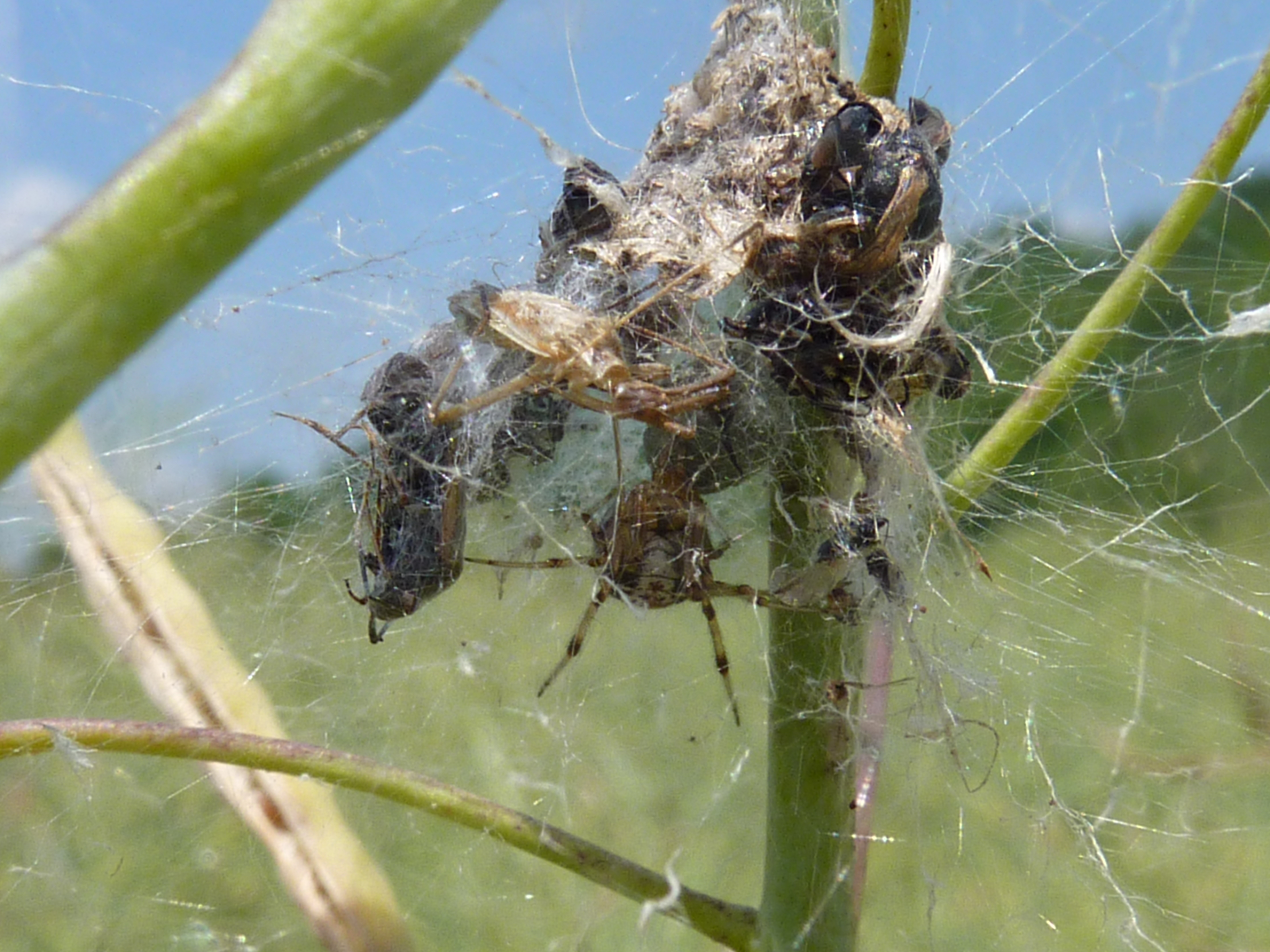